# نزف مستقيمي
النزف المستقيمي (بالإنجليزية: Rectal bleeding)‏ ويطلق على النزف الواقع في المستقيم. بينما يُطلق على النزف من فتحة الشرج نزف شرجي وعادة ما يكون سطحياً.

## الأسباب
هناك العديد من الأسباب لنزف المستقيم منها:
- البواسير (وهي عبارة عن أوعية متوسعة في الوسائد الشحمية حول الشرج).
- دوالي المستقيم.
- التهاب المستقيم (لأسباب مختلفة).
- التقرحات والإنتانات.

## التشخيص
عادة ما يتم التشخيص عن طريق تنظير المستقيم، وهو اختبار بالمنظار.